# Людвік Тирович (художник)
Людвік Тирович (пол. Ludwik Tyrowicz; 15 липня 1901, Львів — 17 лютого 1958, Лодзь) — польський живописець, графік; член групи «Рит» з 1929 року, спілки художників «Артес» з 1930 року, Львівського професійного союзу артистів пластиків з 1932 року та Спілки художників України з 1940 року, засновник Спілки львівських художників-графіків (1934).

## Біографія
Народився 15 липня 1901 року в місті Львові в родині львівського скульптора Людвік Тирович. Художню освіту здобував у Вільній академії мистецтв Л. Підгорецького у Львові (закінчив у 1920 році; вчителі за фахом Е. Піч, Фелікс Вигживальський), Львівській державній промисловій школі (закінчив у 1922 році; навчався у Казимира Сіхульського); у 1923—1926 роках — у Варшавській школі мистецтв (навчався у Владислава Скочиляса, Мілоша Котарбінського, Едмунда Бартоломейчика). По закінченню навчання отримав диплом художника-графіка, статус учителя рисунка у середніх школах.
У 1931—1933 роках викладав графіку в Львівській політехніці, у 1934–1944 роках — у Львівській художньо-промисловій школі. 1945 року виїхав до Лодзі, де був професором Державної академії образотворчих мистецтв.
Помер у Лодзі 17 лютого 1958 року. Похований на Старому цвинтарі міста.

## Творчість
Спеціалізувався на ксилографії, техніці гравюри на металі, літографії. Займався ужитковою графікою (екслібриси, плакати, книжкова графіка); працював у жанрі портрету. Серед робіт:
- «Стара церква лемків» (1920-ті, кольоровий дереворит);
- «Портрет юнака» (1924, офорт);
- «Дівчина» (1928, гравюра на металі);
- «Автопортрет» (1929, дереворит);
- «Натюрморт» (1930-ті, дереворит);
- «Дорога до міста» (1931, дереворит);
- «Жінка з гітарою» (1931, дереворит);
- «Жінка перед дзеркалом» (1931, дереворит);
- «Гуцули лісоруби» (1932, дереворит);
- «За столом» (1932, літографія);
- «Львів. Ратуша» (дереворит);
- «Білі голуби» (1933, дереворит);
- «Благовіщення» (1933, дереворит);
- «Сан-Джаміньяно» (1935, офорт);
- «Танок горців Карпат» (1939, ксилографія);
- «Львів. вулиця Підвальна» (1938, дереворит).

1932 року видав теку з 12 кольорових автолітографій «Чудовий Львів»:
- «Площа Ринок»;
- «Собор святого Юра» та інші.

Брав участь у виставках, зокрема у конкурсах плаката.